# Dienis Dmitrijew
Dienis Siergiejewicz Dmitrijew (ros. Денис Сергеевич Дмитриев, ur. 23 marca 1986 w Tyrnowie) – rosyjski kolarz torowy, brązowy medalista olimpijski oraz wielokrotny medalista mistrzostw świata i Europy.

## Kariera
Pierwsze sukcesy w karierze osiągnął w 2003 roku, kiedy zdobył srebrne medale w sprincie drużynowym na mistrzostwach świata i Europy w kategorii juniorów. Rok później został mistrzem Europy w tej konkurencji w kategorii juniorów, a w 2008 roku dokonał tego w kategorii U-23. Na rozgrywanych w 2010 roku mistrzostwach Europy w Pruszkowie zwyciężył w sprincie indywidualnym, wynik ten powtarzając podczas mistrzostw Europy w Poniewieżu w 2012 roku. Ponadto na tej samej imprezie był trzeci w keirinie, a na ME w Apeldoorn w 2011 roku był trzeci w sprincie. W 2013 roku wystąpił na mistrzostwach świata w Mińsku, gdzie zajął drugie miejsce w swej koronnej konkurencji, ulegając jedynie Niemcowi Stefanowi Bötticherowi. W tym samym roku zdobył złoto indywidualnie i brąz drużynowo podczas mistrzostw Europy w Apeldoorn. Na mistrzostwach świata w Cali w 2014 roku był trzeci w sprincie indywidualnym, przegrywając tylko z Francuzem François Pervisem i Stefanem Bötticherem. Trzecie miejsce w sprincie zajął także na mistrzostwach świata w Londynie w 2016 roku.
Ponadto startował w igrzyskach olimpijskich w Pekinie w 2008 roku, gdzie jego najlepszym wynikiem był dwunaste miejsce w sprincie drużynowym. Na rozgrywanych cztery lata później igrzyskach w Londynie był piąty indywidualnie i siódmy drużynowo.